# Vadim Deviatovski
Vadim Deviatovski (Bielorrusia, 20 de marzo de 1977) es un atleta bielorruso, especialista en la prueba de lanzamiento de martillo, con la que ha logrado ser campeón mundial en 2005.

## Carrera deportiva
En el Mundial de Helsinki 2005 ganó el oro en lanzamiento de martillo, con un registro de 82.60 metros, por delante del polaco Szymon Ziółkowski y del alemán Markus Esser.
Al año siguiente, en el Campeonato Europeo de Atletismo de 2006 ganó la plata, llegando hasta los 80.76 metros, siendo superado por el finlandés Olli-Pekka Karjalainen y por delante del alemán Markus Esser (bronce).
Y dos años más tarde, en las Olimpiadas de Pekín 2008 volvió a ganar una medalla en martillo, la de plata, tras el esloveno Primož Kozmus.